# Класицистичка зграда из 1834. године у Башаиду
Класицистичка зграда из 1834. године у Башаиду, месту у општини Кикинда, представља заштићено непокретно културно добро као споменик културе од великог значаја.
Зграда је подигнута у центру насеља Башаид, у духу класицизма, као приземан објекат подужне правоугаоне основе. На главној фасади је троделном поделом зидног платна образован отворени трем, са четири стуба и два полустуба, као и два бочна ризалита које украшавају лизене. На бочним фасадама су троугласти забати са по два готска прозора између којих је смештен још један, лажни, исто обликован. Испод североисточног забата је профилисани венац, а под њим четири слепа окулуса и три прозора са лучним, лепезасто обрађеним фронтонима. На двоводном крову, покривеним црепом, на већем димњаку ближем североисточном забату уписана је у малтеру 1834. година.
Зграда је технички снимљена још 1881. године, а планови су сачувани.